# 成化
成化（1465年—1487年）是明宪宗的年号。明朝使用成化这个年号一共23年，其年號有「成就德化」的意思。
成化二十三年九月六日明孝宗即位沿用，翌年改元弘治。

## 大事记
- 成化七年——立皇子朱祐極為皇太子，荊、襄賊平，流民復業者一百四十餘萬人。
- 成化九年——刘大夏和项忠建议废止下西洋。
- 成化十一年——朱祐樘立为太子。
- 成化十八年——御製《文華大訓》完成。
- 成化二十年——华北大旱。
- 成化二十年——天水伏羲庙建庙。
- 成化二十年——澳门媽閣廟建庙。
- 成化二十年，1月29日——北京居庸关地震。

## 出生
- 成化元年九月十九日巳时——岳靜妃，明憲宗晚年的妃子
- 成化六年二月初四——唐寅，字伯虎，明代著名画家、文学家。
- 成化八年九月三十日——王守仁，明代著名思想家、哲學家、書法家兼軍事家、教育家。
- 成化九年——顾鼎臣，明朝大臣
- 成化十一年——李梦阳，明朝文学家
- 成化十六年——严嵩，明朝权臣
- 成化十七年——安国，明朝出版家、收藏家
- 成化十九年——陈淳，著《陈白阳集》
- 成化二十一年——顾可久，明朝大臣

## 逝世
- 成化九年——柯潜，明朝文学家
- 成化十年——根敦珠巴，第一世达赖喇嘛
- 成化十年——杜琼，明朝画家
- 成化十年——叶盛，明朝文人
- 成化二十三年——朱见深，明朝皇帝

## 西元纪年對照表
| 成化 | 元年     | 二年     | 三年     | 四年   | 五年   | 六年   | 七年   | 八年   | 九年   | 十年   |
| ---- | -------- | -------- | -------- | ------ | ------ | ------ | ------ | ------ | ------ | ------ |
| 公元 | 1465年   | 1466年   | 1467年   | 1468年 | 1469年 | 1470年 | 1471年 | 1472年 | 1473年 | 1474年 |
| 干支 | 乙酉     | 丙戌     | 丁亥     | 戊子   | 己丑   | 庚寅   | 辛卯   | 壬辰   | 癸巳   | 甲午   |
| 成化 | 十一年   | 十二年   | 十三年   | 十四年 | 十五年 | 十六年 | 十七年 | 十八年 | 十九年 | 二十年 |
| 公元 | 1475年   | 1476年   | 1477年   | 1478年 | 1479年 | 1480年 | 1481年 | 1482年 | 1483年 | 1484年 |
| 干支 | 乙未     | 丙申     | 丁酉     | 戊戌   | 己亥   | 庚子   | 辛丑   | 壬寅   | 癸卯   | 甲辰   |
| 成化 | 二十一年 | 二十二年 | 二十三年 |        |        |        |        |        |        |        |
| 公元 | 1485年   | 1486年   | 1487年   |        |        |        |        |        |        |        |
| 干支 | 乙巳     | 丙午     | 丁未     |        |        |        |        |        |        |        |

## 特色
此時搪瓷琺瑯以三彩瓷為代表：釉下青加上釉上綠與紅。後來演變為以五種顏色裝飾。

## 同期存在的其他政权年号
- 中國
  - 德胜（1465年－1466年）：明朝时期—刘通之年号
- 越南
  - 光順（1460年－1470年）：后黎朝—圣宗黎思诚之年号
  - 洪德（1470年－1498年）：后黎朝—圣宗黎思诚之年号
- 日本
  - 寬正（1460年－1466年）：後花園天皇与後土御門天皇之年號
  - 文正（1466年－1467年）：後土御門天皇之年號
  - 應仁（1467年－1469年）：後土御門天皇之年號
  - 文明（1469年－1487年）：後土御門天皇之年號
  - 長享（1487年－1489年）：後土御門天皇之年號

## 深入閱讀
- 李崇智. . 北京: 中華書局. 2004年12月. ISBN 7101025129.
- 鄧洪波. . 臺北: 國立臺灣大學東亞經典與文化研究計劃. 2005年3月  [2021-11-26]. ISBN 9789860005189. （原始内容 (pdf)存档于2007-08-25）.